# Rocky Balboa (film)
A Rocky Balboa 2006-ban bemutatott amerikai sportdráma, mely a Rocky-sorozat hatodik része. A film címszereplője és rendezője Sylvester Stallone, aki társproducerként is részt vett a film elkészítésében.
A film középpontjában Rocky Balboa, a visszavonult és megözvegyült bokszoló áll, aki egy éttermet vezet Philadelphiában és esélyt kap arra, hogy még egyszer utoljára ringbe léphessen egy nála sokkal fiatalabb bokszoló ellen.
A premier, 2006. december 20-án volt, harminc évvel az eredeti film bemutatója után. A Rocky Balboa jól teljesített jegyeladások terén és a kritikusok is kedvezően fogadták. A filmnek három folytatása készült: a Creed: Apollo fia (2015), a Creed II. (2018) és a Creed III. (2023).

## Cselekmény
Rocky Balboa már régen kiszállt a ringből. Csöndes, nyugodt életet él. Éttermet vezet, nosztalgiázik a barátaival, felesége, Adrien sírját látogatja, fiával próbálja ápolni – felhőtlennek éppen nem mondható – viszonyát.
Mason Dixon, a nehézsúly jelenlegi legjobbja, különösebb nehézség nélkül szerezte meg a világbajnoki címet. Egy számítógépes grafikában összemérik az ő és a fénykorában lévő Rocky erejét, s a szimuláció szerint Balboa kiüti a bajnokot. Ez persze nem csak a sajtó, hanem Dixon menedzsere érdeklődését is felkelti, végül – hosszas egyezkedések után – sikerül tető alá hozni a mérkőzést. Rocky úgy érzi, itt van az alkalom, hogy bizonyítson a világnak és legfőképpen fiának, hogy legbelül ő még mindig a régi, „verhetetlen” Olasz Csődör.

## Szereplők
| Színész            | Szerep                     | Magyar hang  |
| ------------------ | -------------------------- | ------------ |
| Sylvester Stallone | Robert "Rocky" Balboa, Sr. | Gáti Oszkár  |
| Burt Young         | Paulie Pennino             | Gruber Hugó  |
| Antonio Tarver     | Mason 'Vonal' Dixon        | Papp Dániel  |
| Milo Ventimiglia   | Robert Balboa, Jr.         | Szabó Máté   |
| Geraldine Hughes   | Marie                      | Zsurzs Kati  |
| Tony Burton        | Tony 'Duke' Evers          | Papp János   |
| Pedro Lovell       | Spider Rico                | Garai Róbert |
| Jacob Duran        | önmaga                     |              |
| A.J. Benza         | L.C.                       | Rosta Sándor |

## Fogadtatás

### Bevételi adatok
A 24 millió dollárból készült film jól teljesített a jegypénztáraknál. Észak-Amerikában 70 270 943, a többi területen 85 658 077 dolláros bevételt termelt, összbevétele így 155 929 020 lett.

## Fordítás
- Ez a szócikk részben vagy egészben  a   Rocky Balboa (film) című angol Wikipédia-szócikk fordításán alapul.  Az eredeti cikk szerkesztőit annak laptörténete sorolja fel. Ez a jelzés csupán a megfogalmazás eredetét és a szerzői jogokat jelzi, nem szolgál a cikkben szereplő információk forrásmegjelöléseként.